# TheFringe
theFringe is een Nederlandse hiphopgroep. De groep werd opgericht in 2006, maar de eerste successen kwamen pas medio 2008 met de singles Kurtis Blow (Boze Kids) en Eindbaas. In 2009 werd de groep TMF Kweekvijvertalent, en werd de clip van het nummer Eindbaas geproduceerd door TMF. In 2009 staat de groep op festivals als Noorderslag, Dance Valley en de TMF Awards.
Hun muziekstijl is moeilijk te categoriseren: sommige beschrijven de muziek als een combinatie van hiphop, electro en funk, met invloeden vanuit de Baile Funk en Miami Bass, terwijl ze zelf vinden dat ze indie maken, gecombineerd met Drum and Bass